# Posmrtno ime
Posmrtno ime je častno ime, ki ga v vzhodnoazijskih kulturah dajejo predvsem spoštovanim pokojnim osebam. Podeljuje se predvsem na Kitajskem, Japonskem, Koreji, Vietnamu in Tajski. Posmrtno ime v praksi nadomesti ime, ki ga je imel pokojni, ko je bil še živ. Večina posmrtnih imen je bila podeljena vladarjem, nekaj tudi dvorjanom in generalom. 
Za ustvarjanje posmrtnega imena so pred pokojnikovo ime običajno postavili enega ali več pridevnikov.  Da bi se izognili dvoumnostim, so imenu dodali ime države ali pokojnikove domene. 

## Zgodovina

### Izvor
Zgodnji mitološki vladarji, kot je bil cesar Jao, so imeli posmrtna imena. Arheološka odkritja so pokazala, da so imena  kraljev vse do dinastije Džov (okoli 1046 do 256 pr. n. št.) posmrtna imena. Takšni sta imeni  kralja Vuja in kralja Vena. Posmrtna imena so običajno poenostavila sledenje linearnim rodovnikom in ohranila krvno linijo očitno. 
V dinastiji Džov je bilo posmrtno ime običajno dolgo le en znak, na primer Ven (kulturen) ali Vu (borec). Sčasoma so vladarji posmrtnim imenom svojih prednikov začeli dodajati več znakov. V času prvega cesarja Tanga je dolžina narasla na sedem znakov, kar je bilo težko izgovoriti ali napisati. Cesarji po dinastiji Tang so zato imenu običajno dodali ime templja (dinastije Tang do Juan) ali ime obdobja (dinastiji Ming in Čing), ki sta vedno dolgi dva znaka. 

### Kasnejši razvoj dogodkov
Uporaba posmrtnih imen se je začasno ustavila, ko je cesar Čin Ši Huang iz dinastije Čin razglasil, da je nespoštljivo, da potomci cesarjev sodijo svoje prednike tako, da jim dodeljujejo opisne naslove. Dinastija Han je po padcu Čina ponovno začela uporabljati posmrtna imena. 
Posmrtna imena so uporabljali nehanski vladarji šestnajstih kraljestev, Nandžao, dinastija Liao, Zahodni Šja, dinastija Džin, dinastija Juan, dinastija Čing, Silla, Japonska in Vietnam. Imena kraljev dinastije Hong Bang in Mahan so posmrtna, vendar so bila podeljena kasneje. Nekateri vladarji, kot je bila cesarica Vu Dzetjan, in uporniški voditelji, so imeli podobno oblikovana vladarska imena, ko so bili še živi. 
Večina monarhov je prestol podedovala in svojemu predhodniku ni dala negativnega posmrtnega imena. Poznejši monarhi so nekatera imena podaljšali ali spremenili. Različni viri so cesarja Ajdzonga iz Džina in cesarja Čongdženga omenjali z različnimi imeni. Čin Huj iz dinastije Song je imel ime s pozitivnim prizvokom, nato dobil negativno ime in kasneje spet pozitivno. Po dinastiji Song so le redki prejeli negativna imena. V Koreji nefavorizirani monarhi iz dinastije Joseon niso imeli  posmrtnih imen.

## Splošna pravila

### Izbira
Posmrtna imena so lahko pohvale ali zaničevanja. Pohval je več kot  obrekovanj, zato se posmrtna imena v kitajščini običajno imenujejo tudi spoštljiva imena (dzunhao). Zapisi velikega zgodovinarja Sima Čjana obširno opisujejo pravila za izbiro imen. Večina kvalifikacij za dano ime je subjektivnih, ponavljajočih se in zelo stereotipnih, kar pomeni, da so posmrtna imena pogosto izbrana poljubno. Dvorni zgodovinarji so posmrtna imena običajno dajali glede na pokojnikova pomembna dejanja. 

### Oblika
Če sta se cesarjevo  tempeljsko in posmrtno ime združili, je bilo  tempeljsko ime postavljeno na prvo mesto. Ime cesarja Šundžija, na primer, v polnem posmrtnem imenu "Šidzu, cesar Džanga" (世祖章皇帝) združuje njegovo tempeljsko ime in zadnje tri znake njegovega imena. V uradnih dokumentih se je najpogosteje uporabljala takšna oblika imena. Posmrtna imena nekaterih monarhov in kraljevih članov so bila razširjena. Med takšna spadajo imena cesarjev Hongvuja in Nurhacija, prestolonaslednika  Hjomjeonga, Sunjoja iz Joseona in cesarice vdove Ciši. 
Nekateri monarhi teh smernic niso upoštevali. Monarhi Džuja, Čuja in Čija, na primer, so uporabili krajevna imena, medtem ko so imeli nekateri monarhi Jueja prečrkovana imena, nekateri monarhi Gogurjea pa drugače oblikovana posmrtna imena. Nekateri zgodnji japonski monarhi so imeli posmrtna imena v japonskem slogu. 

## Kitajska
Šihao (tradicionalno kitajsko 諡號,  poenostavljeno kitajsko 谥号, pinjin shì hào) je kitajski izraz, ki pomeni posmrtno ime in naslov. Imena živih Kitajcev so lahko poljubne kombinacije znakov, posmrtna imena pa so najpogosteje izbrana z relativno majhnega nabora znakov, zato se njihov dobesedni pomen izniči.

### Oblika
Kitajski jezik za posmrtna imena uporablja obliko "[status] [pridevnik] [naslov]". Prevedena oblika je odvisna od jezika. Dobesedni pomen pridevnika je običajno treba prevesti.

### Prejemniki
Monarhi in njihove soproge
Vsa kitajska posmrtna imena vladarjev se končajo z enim ali dvema znakoma. Za cesarje sta to huangdi (皇帝), ki se lahko skrajšata v di. Skrajšano obliko vsebujejo posmrtna imena nekaj več kot deset manj priznanih vladarjev. 
Začenši s cesarjem Šjaovenom iz Hana, pogosteje omenjenim kot cesar Ven, imajo vsi cesarji, razen prvega iz dinastije Vzhodni Han, na začetku svojega posmrtnega imena znak šjao (孝), ki pomeni sinovsko pobožnost. Znak šjao vsebujejo tudi posmrtna imena skoraj vseh cesarjev in cesaric iz dinastij Tang, Song, Ming in Čing. V imenih cesarjev dinastije Čing je znak šjao postavljen na različne položaje v nizu znakov. Za cesarice Činga s posmrtnimi imeni je šjao vedno na prvem mestu. 
Število znakov v posmrtnih imenih se je sčasoma povečalo. Cesarji iz dinastije Tang imajo posmrtna imena s 7 do 18 znaki, medtem ko ima večina cesarjev iz dinastije Čing v imenih več kot 20 znakov. Ime cesarja Šundžija, na primer, ima 25 znakov. Ženska z najdaljšim posmrtnim imenom, dolgim prav tako 25 znakov, je cesarica vdova Ciši. Skrajšana različica njenega imena je 孝欽顯皇后 (Ugledna cesarica, ki je bila čudovito sinovska).
Člani vladajoče družine
V skladu s plemiškim sistemom, ki je veljal od dinastije Džov, so ožji družinski člani cesarja dobili naslove, kot so kralj, princ, vojvoda ali grof, z ali brez dejanske oblasti  nad regijo. Po njihovi smrti so jih imenovali z istim naslovom in v njihovo posmrtno ime na sredino vstavili (običajno) en znak. Znaki so bili predvsem tisti, ki so se uporabljajo za cesarje.  Princ Gong iz dinastije Čing, na primer, je bil posmrtno imenovan Džong in se zato imenuje princ Gongdžong (Gongzhong qīnwáng, 恭忠親王). Princ Čun je bil posmrtno imenovan Šjan in se zato imenuje princ Čunšjan (Chunxian qīnwáng, 醇賢親王). 
Posmrtno ime lahko vključuje več kot samo en znak. Na primer, Princ Šunčeng Lekdehun, na primer,  je bil posmrtno imenovan princ Šunčeng Gonghui (多罗顺承恭惠郡王). Imena nekaterih so vsebovala celo 9 znakov, na primer Džongžing čengdži činšen ljanming šjan (忠敬诚直勤慎廉明贤). 
Uradniki
Cesarski dvor je podeljeval posmrtna imena tudi osebam brez dednih nazivov, predvsem izobraženim uradnikom ali ministrom. Uporabljeni znaki so bili večinoma enaki tistim, ki so se uporabljali za cesarje. Dolžina je bila omejena na enega ali dva znaka. Pokojnemu so posmrtno ime včasih dali člani družine ali učenci. 
Konfucij je v skoraj vsaki ugledni dinastiji dobil dolgo posmrtno ime. Med najpogosteje uporabljena imena spada Džišengšjanši (至聖先師). 

### Sodobna raba in opustitev
Kitajski cesarji so dobivali vedno daljša posmrtna imena še dolgo potem, ko so jih v zapisih in govorih opustili. Zadnji cesar, ki je prejel posmrtno ime, je bil Guangšu, ki je umrl leta 1908. Njegovo ime je bilo dolgo 21 znakov: Cesar tongtjan čongjun dadžong džidženg džingven vejvu renšjao ruidži duandžjan kuančin džing. Zadnji kitajski cesar Puji po smrti leta 1967 ni prejel posmrtnega imena.

## Koreja
V korejskem kraljestvu Silla so vsi monarhi od Čidžina dalje dobili naziv vang (korejsko 왕, kitajsko 王, kralj) z dvema znakoma v posmrtnih imenih. Vsa posmrtna imena kraljev Balhae so bila omejena na en znak. Večina kraljev Gorjeoja in Joseona je v nasprotju z drugimi dinastijami starodavne Koreje pogosteje dobila tempeljska in ne posmrtna imena. Vsa posmrtna imena vladarjev Gorjea in Joseona se končajo z znakoma daevang (대왕, 大王, veliki kralj). Daljše ime je vključevalo pridevnike, značilne za kraljevo vladavino.
Podrobnosti o sistemu posmrtnih imen so bile zapisane v času dinastije Joseon. Med dinastijo Joseon so uradniki pet dni po kraljevem pogrebu razpravljali in se odločali o kraljevem posmrtnem imenu. Pred izbiro tempeljskega in posmrtnega imena se je pokojni kralj imenoval daehaeng daevang. Za poimenovanje je bilo zadolženo Ministrstvo za kulturo in izobraževanje, ki je izbralo in novemu kralju predlagalo tri imena. Kralj je izbral ime, ki mu je bilo najbolj všeč. 
Imena odstavljenih kraljev so bila sestavljena iz treh delov: imena templja, hvalnih imen in posmrtnih imen. Odstavljeni kralj ni dobil posmrtnega imena z imenom templja, če ni bil ponovno imenovan. Ponižali so jih v rang gun (knez). Opazna primera takšnih kraljev sta  Jeonsan-gun in Gvanghae-gun. Nekateri člani vladarske družine se niso nikoli povzpeli na prestol, a so jih potomci, ki so postali kralji, po smrti razglasili za zaslužne kralje. V Joseonu je bilo v status zaslužnega kralja povišanih devet članov vladarske družine. 
Gojong iz Joseona je leta 1897 Korejo razglasil za imperij in prejel naziv cesar. Posmrtni imeni Gojonga in Sunjonga se zato končata z dvema znakoma huangje – cesar. Prestolonaslednik Hjomjeong je dobil najdaljše posmrtno ime v zgodovini Koreje. Posmrtno je bil povišan v cesarja in leta 1899 dobil  naziv cesar Mundžo  s 117 znaki v posmrtnem imenu.

### Sodobna raba
V Južni Koreji je Združenje kraljeve družine Jeonju Li brez soglasja vlade izdalo posmrtna imena cesarici Sunjeonghjo, prestolonasledniku Euiminu in princu Guju. 

## Japonska
Na Japonskem imajo dve vrsti posmrtnih imen: šigo in cuigo. Del posmrtnih imen vseh japonskih cesarjev, ki so večinoma sestavljena iz dveh kandžijev, je tenno, nebeški suveren,  ki se običajno prevaja kot cesar. Nekatera posmrtna imena so bila podeljena več generacij po prejemnikovi smrti, sicer pa se podeljujejo takoj po smrti. 

### Šigo
Ime šigo ali okuri-na opisuje dosežke in vrline vladarjev. Obstajata dva sloga cesarjevega šigoja: kitajski ali hanski slog in japonski slog. 
Kitajski ali hanski slog
- Džinmun-tenno  (神武天皇, dobesedno 'božanska moč') – cesar Džinmu
- Nintoku-tenno (仁徳天皇, dobesedno 'dobrohoten in kreposten) – cesar Nintoku
- Odžin-tenno (応神天皇, dobesedno 'odgovarja božanstvom') – cesar Odžin

#### Japonski slog
- Ohacuse vakatake no sumera-mikoto (大泊瀬幼武天皇) – cesar Jurjaku, bolj znan po svojem imenu v kitajskem slogu, ki se glasi Jurjaku-tenno (雄略天皇, dobesedno 'mogočni strateg')

- Nunakuranofutotamašiki no sumeramikoto (渟中倉太珠敷天皇) – cesar Bidacu, bolj znan po svojem imenu v kitajskem slogu, ki se glasi Bidacu-tenno (敏達天皇, dobesedno 'inteligenten in kreposten')

### Cuigo
Imena cuigo so med drugim izpeljana iz imen lokacij in imen obdobij.  
Cesarji, ki so dobili ime po kraju, kjer so se rodili, živeli ali ga pogosto obiskovali: 
- Saga-tenno (嵯峨天皇) – cesar Saga, poimenovan po palači in
- Ičidžo-tenno (一条天皇) – cesar Ičidžo, imenovan po uradni rezidenci tei
- Komjo-tenno (光明天皇) – cesar Komjo, poimenovan po templju
- Higašijama-tenno (東山天皇) – cesar Higašijama, poimenovan po hribu
- Meidži-tenno (明治天皇) – cesar Meidži, imenovan po imenu svojega obdobja

Cesarji, poimenovani po enem od svojih predhodnikov, so dobili ime svojega predhodnika s predpono go, dobesedno kasneje: 
- Go-Ižidžo-tenno (後一条天皇) – cesar Go-Ičidžo, pred katerim je bil cesar Ičidžo
- Go-Daigo-tenno (後醍醐天皇) – cesar Go-Daigo, pred katerim je bil cesar Daigo
- Go-Sakuramači-tenno (後桜町天皇) – cesarica Go-Sakuramači, pred katero je bil njen oče cesar Sakuramači

Posmrtno ime nekaterih cesarjev je izpeljano iz dveh posmrtnih imen prejšnjih cesarjev: 
- cesarica Genmei + cesarica Genšo → cesarica Meišo
- Cesarica Šotoku + cesar Konin → cesar Šoko

### Sodobna raba
Na Japonskem se še vedno uporabljajo uradna posmrtna imena. Od smrti cesarja Mejdžija (Mejdži-tenno, 明治天皇) leta 1912 je posmrtno ime cesarja vedno ime obdobja njegove vladavine. Pposmrtna imena torej spadajo v kategorijo cuigo. Cesar Hirohito je bil po smrti uradno preimenovan v Šova-tenno (昭和天皇). Japonci ga zdaj imenujejo samo s tem imenom in ne z njegovim imenom Hirohito. Večina Japoncev nikoli ne imenuje cesarjev z njihovimi imeni, saj se to šteje za nespoštljivo. Pokojna oseba, ki ni iz vladarske družine, lahko dobi posmrtno budistično ime, znano kot kaimjo, vendar se v praksi še vedno imenuje z njegovim osebnim imenom.

## Malajski polotok
V malajskih sultanatih in drugih sorodnih sultanatih in kraljestvih jugovzhodne Azije se posmrtna imena sultanov in vladarjev vedno začnejo z arabsko izposojenko marhum (džavi مرحوم), ki pomeni 'pokojni vladar'. Besedi marhum sledi kraj smrti ali pokopa. Mahmud II. iz Džohorja, ki je bil leta 1699 ubit na nosilnici, je bil po smrti znan kot Marhum Mangkat didžulang, kar dobesedno pomeni 'pokojni vladar, ki je umrl med prenašanjem'.
Druga malajska posmrtna imena se glasijo: 
- Marhum Kampar (مرحوم كمڤر, dobesedno 'pokojni vladar, ki je bil pokopan v Kamparju') – Mahmud Šah iz Malake[12]
- Marhum Langgar (مرحوم لڠۢر, dobesedno 'pokojni vladar, ki je bil pokopan v Langgarju') – Mohamed Šah iz Pahanga[13]

## Tajska
Od smrti kralja Čulalongkorna leta 1910 so se kralji poimenovali po obdobju svojega vladanja, uradno uporabljenem v Kraljevem listu. Nekateri so dobili posmrtna imena, da bi s tem povišali svoj naslov. Kralj Anande, na primer, je bil posmrtno imenovan Fra Athamaramathibodin. Kralja Ananda in Bumibol nimata posebnih kraljevih imen, drugi kralji, kot je Čulalongkorn, pa se imenujejo z osebnimi imeni. Večina Tajcev nikoli ne omenja kralja z njegovim osebnim imenom, saj se to šteje za nespoštljivo.  

## Vietnam
Raba posmrtnih imen se je v Vietnamu prenehala s cesarjem Kaj Džinhom, ki je umrl leta 1925.

## Vir
- »54 (meanings of posthumous names)«.  《逸周書》 [Yizhoushu] (v kitajščini).